# Яковлєв Василь Семенович
Василь Семенович Яковлєв (псевдонім — Далан; нар. 1 квітня 1928, Китанахський наслег — пом. 27 листопада 1996) — якутський письменник, кандидат педагогічних наук; член Спілки письменників СРСР з 1979 року. Академік Академії духовності Республуки Саха.

## Біографія
Народився 1 квітня 1928 в Китанахському наслезі Якутської АРСР СРСР (тепер Чурапчинський улус, Республіка Саха, РФ) в селянькій сім'ї. Після закінчення у 1948 році Чурапчинського педагогічного училища, продовжив навчання на історичному факультеті Якутського педагогічного інституту. Під час навчання на 4-му курсі у 1952 році
був репресований за звинуваченням в націоналізмі («у справі професора Георгія Башаріна»). Був реабілітований в 1954 році і наступного року завершив навчання.
Працював завідувачем кабінету позакласної роботи Якутського інституту удосконалення вчителів, учителем, завучем і директором в школах Намського і Чурапчинського улусів. З 1977 року працював в журналі «Чолбон» завідувачем відділу прози, з 1992 року — головним редактором. Керував Комісією з присудження Державної премії імені О. Є. Кулаковського-Ексекюлях, був членом Суспільно-консультативної Ради при Президентові Якутії. Помер 27 листопада 1996 року.

## Творчість
Свою першу повість про сільських десятикласників «Дьикти саас» / «Дивна весна» опублікував у 1976 році в журналі «Хотугу Сулус». Окремою книгою вона видана у 1978 році Якутським книжковим видавництвом. Також автор книг:
- «Аар тайҕам суугуна» / «Пісня великої тайги» (1980, повість присвячена захисту і охороні природи);
- «Доҕоруом, дабай күөх сыырдаргын» / «Зійди, друже на зелені пагорби» (роман про сучасне життя);
- «Кынаттаах ыралар» / «Крилаті мрії»;
- «Бутэй Булуу» / «Глухий Вілюй» (роман);
- «Тыгын Дархан» / «Тривожний вік Тигина» (1993, історичний роман);
- «Дьылҕам миэнэ» / «Доля моя» (1994).

Для дітей написав книги «Легенди Білого Півночі», «Теппей дорослішає», «Білі стерхи Півночі», та інші. Також був укладачем хрестоматії «Якутська література» для Х класу.

## Відзнаки
- Народний письменник Якутії;
- Державна премія Республіки Сахи імені Платона Ойунського (1993, за історичний роман «Тыгын Дархан»);
- Нагороджений:
  - медалями «За доблесну працю у Великій Вітчизняній війні 1941—1945 рр.», «Ветеран праці»[1];
  - орденом Дружби (22 січня 1997, посмертно).

## Пам'ять
- Ім'я письменника присвоєне Китанахській середній школі Чурапчинського улусу;
- Ювелірному алмазу, здобутому на фабриці Айхальського гірничо-збагачувального комбінату, вагою 49,48 карат присвоєне ім'я «Письменник Яковлєв — Далай» (наказ генерального директора АК «АЛРОСА» від 6 травня 1997 року)[1].